# Monstrul preistoric

Monstrul preistoric (în engleză Primeval) este un film de groază american din 2007 regizat de Michael Katleman. Filmul a fost inspirat din povestea adevărată a lui Gustave, un crocodil gigantic din Burundi, mâncător de oameni, care avea 6 m lungime și 1 tonă greutate.

## Rezumat
Filmul începe cu căutarea în savana africană de către o antropoloagă legistă a unei gropi comune de oameni care au fost uciși de ceea ce ea pretinde că sunt răni provocate de gloanțe. Femeia și un soldat al ONU se îndepărtează de groapă pentru a cerceta o alta. Ea sapă cu lopata în ceea ce crede că este un alt mormânt, dare este atacată de o creatură nevăzută. Antropologul este târât în apă în timp ce soldatul deschide focul. Alți soldați trag în atacator, dar creatura ucide femeia și-o trage în apă mai adâncă pentru a o mânca.
În redacția unui post de televiziune din New York City, Tim (Purcell) privește un reportaj TV în care numele lui este menționat în legătură cu un caz la care lucrase și în care probele au fost falsificate. Șeful lui, Roger, îl cheamă pe Tim și-i face cunoștință cu Aviva și Maria, două femei care vizionează un raport despre antropoloaga a cărei soartă fusese prezentată anterior. Aviva și Maria sunt reporteri care se ocupă cu povești legate de animale și sunt interesate de un reportaj despre Gustave, un crocodil enorm despre care se spunea că a ucis sute de oameni în Africa. Tim este trimis în Africa cu ele pentru a-l captura pe Gustave viu, împreună cu cameramanul și prietenul său Steven. 
La aeroportul din Burundi ei se întâlnesc cu Harry, care îi avertizează cu privire la pericolele din savană, inclusiv un războinic periculos, care a fost poreclit el-însuși "Micul Gustave", dar nu reușește să amâne plecarea lor împreună cu expertul în viața în sălbăticie Matt Collins. Ambarcațiunea lor este atacată de pe mal de rebeli, dar ei sunt apărați de soldații pe care îi pusese la dispoziție Harry. Ajunși în sat, ei se întâlnesc cu ghidul lor, Jacob, și sunt binecuvântați de un șaman local. Sătenii asamblează o cușcă de oțel, în scopul de a-l prinde pe Gustave și a-l duce la o mlaștină din apropiere. Prima încercare de a-l captura pe Gustave eșuează, dar Matt reușește să-l nimerească cu o săgeată ce conținea un dispozitiv GPS. Steven, în timp ce filma un peisaj pitoresc, îl surprinde pe Micul Gustave executându-l pe șaman, împreună cu familia acestuia.
Jojo, un sătean care i-a ajutat la asamblarea cuștii, încearcă să-l prindă pe Gustave folosindu-se pe sine ca momeală, în speranța că, dacă-l va prinde pe Gustave, grupul l-ar lua în America. Unul dintre gardieni este prins furând bani dintr-un cort și este pe cale să o violeze pe Aviva, dar Gustave sosește atunci și-l omoară. Aviva fuge către grup și când se întorc găsesc tabăra devastată. Se descoperă că gardienii lucrează pentru Micul Gustave, iar gardianul rămas îl împușcă pe Jacob; atunci când el este pe cale să execute întregul grup, Jojo îl împușcă cu pistolul pentru elefanți al lui Jacob.
În timp ce rana lui Jacob este tratată, Gustave atacă grupul. Jacob le povestește că soția lui, Ona, a fost ucisă de Gustave și că el a jurat răzbunare. El scoate o grenadă și o detonează în timp ce Gustave îl atacă în încercarea de a-l omorî, dar nu reușește. Un elicopter ajunge pentru a lua supraviețuitorii, dar oamenii Micului Gustave încearcă să-l arunce în aer pentru a pune mâna pe caseta video cu execuția filmată de Steven. Matt este lovit de o mașină și împușcat mortal de oamenii Micului Gustave, iar grupul se împrăștie. În timp ce Gustave îi vânează pe Steven, Maria și Tim, Aviva rămâne cu Jojo care fusese rănit. Ei găsesc doar camera video a lui Steven. Harry, sosește într-un Range Rover, dar Tim își dă seama că el este Micul Gustave și vrea să obțină proba video.
Tim încearcă să-l păcălească pe Harry, dându-i localizatorul semnalului GPS al lui Gustave, spunând că acesta urmărește o valiză care conține caseta video. Harry refuză și îl forțează pe Tim să găsească "valiza". În timp ce o caută, Tim găsește corpul mutilat al lui Steven și-l ucide pe gardianul care a fost trimis cu el. Maria împrăștie feromonii de crocodil pe Harry, iar Gustave vine și-l mănâncă pe războinic. Tim, Jojo, Maria și Aviva se urcă în Range Rover, fiind urmăriți de Gustave, dar reușesc să scape. La sfârșit se spune că după moartea Micului Gustave, războiul civil s-a încheiat pentru totdeauna, dar Gustave este văzut în continuare în viață și ucigând oameni.

## Distribuție
- Dominic Purcell - Tim Manfrey
- Brooke Langton - Aviva Masters
- Orlando Jones - Steven Johnson
- Jürgen Prochnow - Jacob Krieg
- Gideon Emery - Mathew Collins
- Gabriel Malema - Jojo
- Linda Mpondo - Gold Tooth

## Producție
Filmările au început în aprilie 2006 în Africa de Sud.
Un alt film de groază cu crocodili, Rogue, a trebuie să-și amâne premiera până în toamna anului 2007 din cauza similitudinilor filmului cu Monstrul preistoric.

## Promovare
Secvența promoțională a filmului îl prezintă pe Gustave ca un "criminal în serie", despre care se susține că a ucis mai mult de 300 de victime.
Este comparat cu Jack Spintecătorul și Zodiac Killer fără a se menționa că nu este om, cu excepția unei scurte replici în care naratorul spune: "El este real, dar nu e om". O versiune prescurtată a acestui trailer nu conține această replică. Cu toate acestea, în trailer, un crocodil, probabil Gustave, apare scurt pe ecran. În posterul de promovare Gustave este numit "cel mai prolific criminal în serie din istorie". Site-ul oficial al filmului face rar mențiune că ucigașul este, de fapt, un crocodil.

## Recepție
Filmul a avut o recepție negativă, având un rating de aprobare de 19% pe situl Rotten Tomatoes.